# Дэниелс, Джозефус
Джозефус Дэниелс (англ. Josephus Daniels — 18 мая 1862[…], Вашингтон, Северная Каролина — 15 января 1948[…], Роли) — американский дипломат, журналист, издатель, политик.

## Биография
Джозефус Дэниелс родился в Вашингтоне 18 мая 1862 года (штат Северная Каролина). Учился в Колледже Уилсона, затем в Тринити-колледже (ныне Университет Дьюка).
Свою профессиональную карьеру нуачал с работаты редактиром в местной газете Wilson Advance, которую в позже полнлстью выкупил. Через несколько лет стал совладельцем Kinston Free Press и Rocky Mount Reporter.
В 1885 году Дэниелс приобрёл State Chronicle и Farmer and Mechanic, чтобы создать крупную ежедневную газету он объединил эти два издательства.
Джозефус Дэниелс использовал свои газеты для выражения политических взглядов и со временем стал заметной и влиятельной фигурой в Демократической партии США.
На президентских выборах 1912 года Дэниелс поддержал коренного южанина Вудро Вильсона. После победы Вильсона он получил пост министра ВМС. 
Дэниелс занимал этот пост с 1913 по 1921 год, на протяжении всего правления администрации Вильсона, курируя военно-морской флот во время Первой мировой войны. Все это время помощником министра военно-морского флота был Франклин Д. Рузвельт (будущий президент США). 
После ухода с государственной службы в 1921 году Дэниелс возобновил работу редактором The News & Observer и активно поддерживал кандидата от демократической партии Франклина Д. Рузвельта на пост президента.
С избранием президентом США Франклина Д. Рузвельта (1932) Дэниелс был назначен послом США в Мексике (проработал там с 1933 по 1941 гг.).
Дэниэлс был сторонником превосходства белой расы и сегрегации.
Джозефус Дэниелс умер в Роли 15 января 1948 года в возрасте восьмидесяти пяти лет. Похоронен на историческом кладбище Оуквуд (город Роли).

### Основные работы
- 1919 — The Navy and the Nation. New York: George H. Doran Company. OCLC 1450710
- 1922 — Our Navy at War. Washington, D.C.: Pictorial Bureau. OCLC 1523367
- 1924 — The Life of Woodrow Wilson, 1856–1924. Philadelphia: Universal Book and Bible House. OCLC 4894794. reprint by Kessinger Publishing, 2004. ISBN 978-0-7661-8631-6; OCLC 81967751
- 1939 — Tar Heel Editor. Chapel Hill: University of North Carolina Press. OCLC 335116
- 1941 — Editor in Politics. Chapel Hill: University of North Carolina Press. OCLC 339245
- 1944 — The Wilson Era: Years of Peace, 1910–1917. Chapel Hill: University of North Carolina Press. OCLC 750810 (1944 edition); OCLC 63786963 (1946 edition)
- 1946 — The Wilson Era: Years of War and After, 1917–1923, Volume 4. Chapel Hill: University of North Carolina Press.
- 1947 — Shirt-sleeve Diplomat.. Chapel Hill: University of North Carolina Press. OCLC 422237